# Henri-Delaunay-Pokal

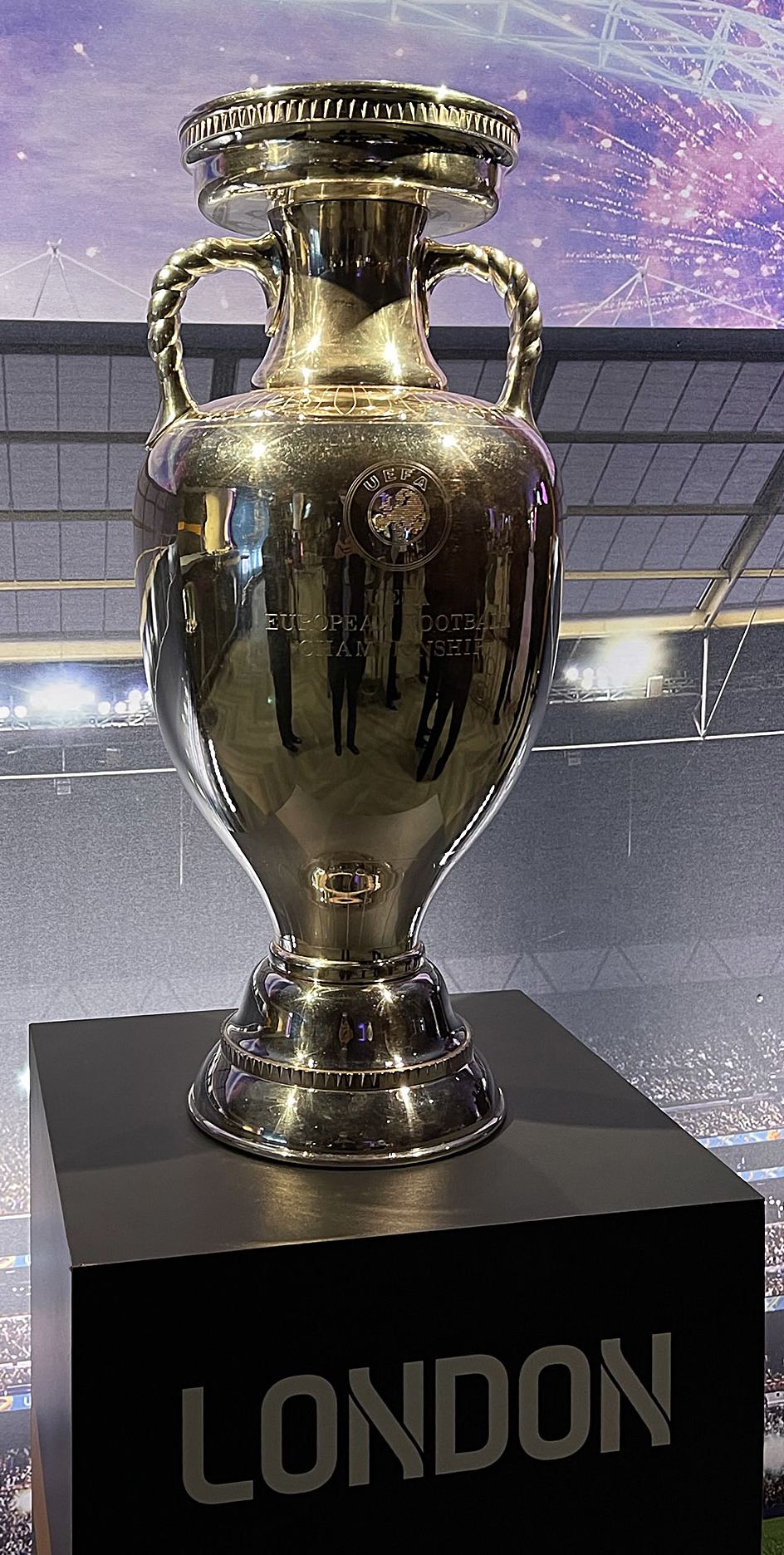
Der aktuelle Pokal für den Gewinn der UEFA-Fußball-Europameisterschaft

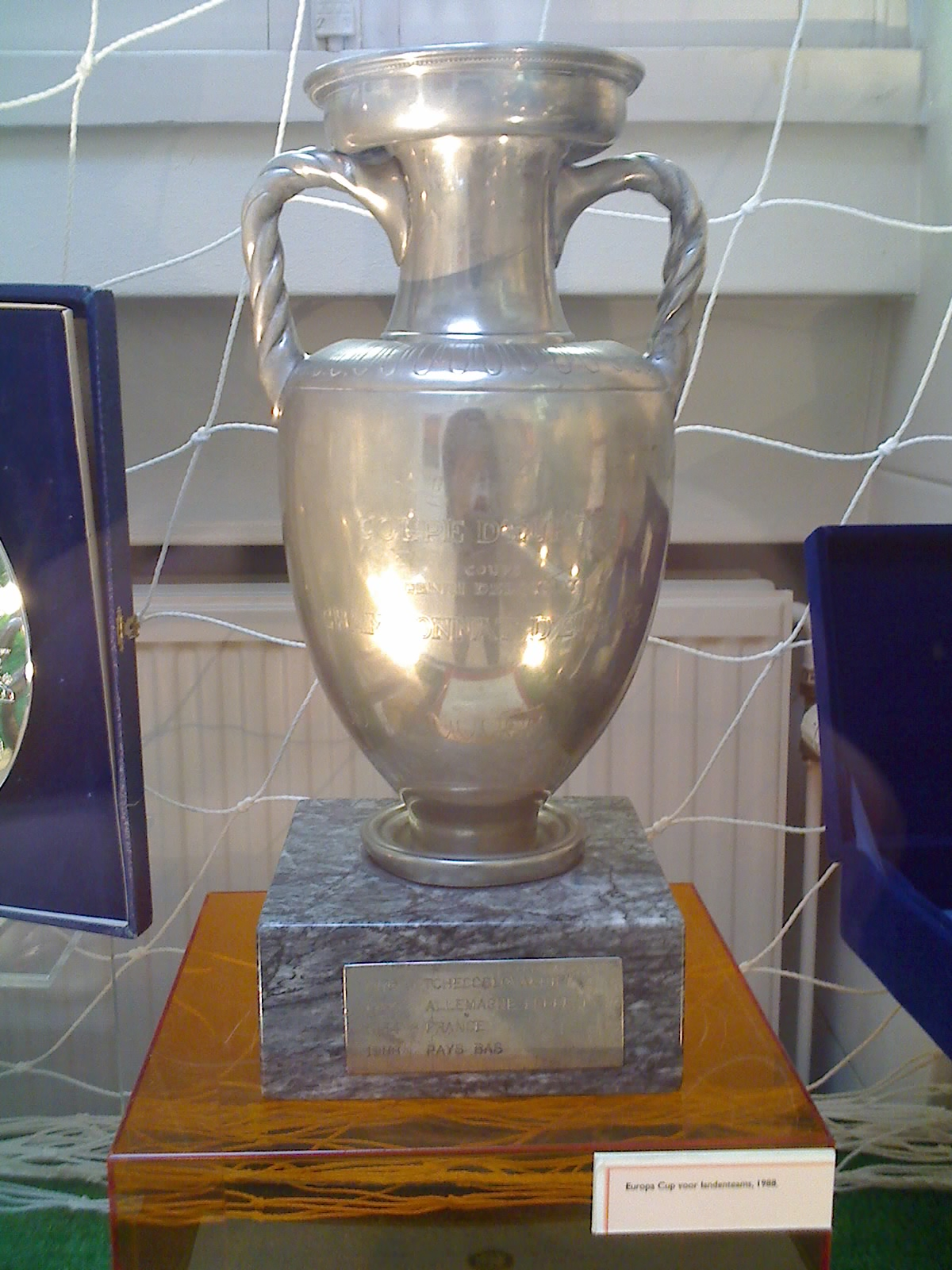
Niederländische Replik des alten Pokals mit Marmorsockel

Der Henri-Delaunay-Pokal (französisch Coupe Henri Delaunay) ist die Gewinntrophäe der Fußball-Europameisterschaft, die seit 1960 verliehen wird.
Der versilberte EM-Pokal wurde 1960 in Paris von Pierre Delaunay entworfen und vom Goldschmied Adrien Chobillon angefertigt, der seinerseits für den französischen Pokal verantwortlich zeichnete. Er ist etwa acht Kilogramm schwer und hat eine Höhe von 42,5 Zentimetern. Benannt wurde er nach dem Franzosen Henri Delaunay, dem ersten UEFA-Generalsekretär und „geistigen Vater“ der Fußball-Europameisterschaft. Der Pokal ist einer griechischen Halsamphore nachempfunden und zeigt deutliche Ähnlichkeit zu der seit 1875 in den Sammlungen des Louvre befindlichen Amphore de Milo.

Amphore de Milo (Louvre, S 1677)

Die EM-Trophäe bleibt als Wanderpokal in ständigem Eigentum der UEFA. Sollte eine Mannschaft dreimal in Folge oder fünfmal insgesamt Europameister werden, erhält der entsprechende Verband eine originalgetreue Nachbildung der Trophäe vom europäischen Fußballverband.
Ansonsten dürfen Kopien, die aus der Eigeninitiative von siegreichen Fußballverbänden entstehen, maximal vier Fünftel der Originalgröße aufweisen und müssen die gut sichtbare Bezeichnung „Replika“ tragen.
Seit der Europameisterschaft 2008 wird ein neuer Pokal verliehen, der den bisherigen Henri-Delaunay-Pokal ablöste. Der neue Pokal ähnelt im Wesentlichen dem Vorgänger, ist allerdings größer und hat keinen Marmorsockel mehr, da dieser als zu schwer befunden worden war. Stattdessen wurde der silberne Boden um 18 Zentimeter vergrößert. Der alte Pokal wurde ersetzt, einerseits um die Vergrößerung des Turniers auszudrücken und andererseits weil er der kleinste Pokal der europäischen Turniere war. Der neue Pokal wurde am 27. Januar 2006 vorgestellt und wie schon sein Vorgänger nach Henri Delaunay benannt. Hergestellt wurde er von der Juwelierfirma Asprey.
Der alte Pokal wird in einer Vitrine der UEFA in Nyon ausgestellt.

## Wert
Das Original aus dem Jahr 1960 war versilbert und wurde für 20.000 französische Francs an die UEFA verkauft. Der neue Henri-Delaunay-Pokal besteht aus Sterlingsilber. Für die Herstellung der neuen Trophäe berechnete die Juwelierfirma Asprey der UEFA 15.400 Euro, der reine Materialwert des Silbers betrug damals rund 3.000 US-Dollar.